# الطبيعة الميتة لطائر الحجل والقفازات (لوحة)

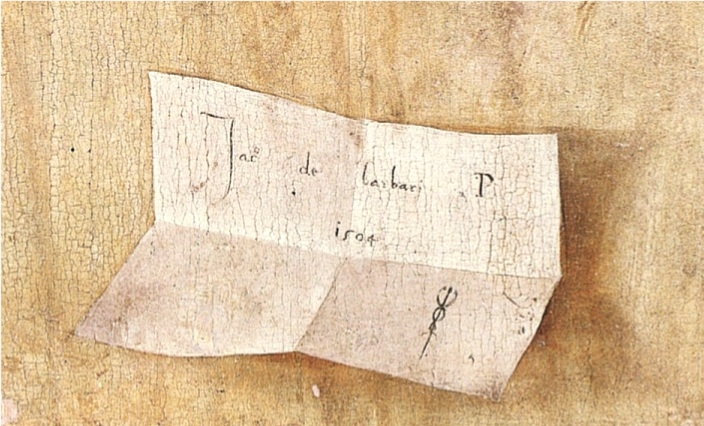
توقيع ياكوبو دي بارباري بتاريخ 1504

الطبيعة الميتة لطائر الحجل والقفازات (بالإنجليزية: Still-Life with Partridge and Gauntlets)‏ هي لوحة للرسام الإيطالي ياكوبو دي بارباري رسمها عام 1504. يبلغ قياسها 52 سـم × 42.5 سـم (20.5 بوصة × 16.7 بوصة) وتوجد في متحف ألت بيناكوثيك في ميونيخ. وهي لوحة زيتية صغيرة مرسومة على لوحة من خشب الزيزفون، تعتبر واحدة من أقدم الأمثلة عن لوحات الطبيعة الصامتة، ومن أولى اللوحات التي استخدم فيها تقنية الترمبلوي في أوروبا منذ العصور الكلاسيكية القديمة.

## وصلات خارجية
- الطبيعة الميتة لطائر الحجل والقفازات، معرض الويب للفن